# Усть-Хакчан
Усть-Хакчан (рос. Усть-Хакчан) — вимерле селище в Сусуманському районі Магаданської області Росії.

## Географія
Географічні координати: 63°24' пн. ш. 146°33' сх. д. Часовий пояс — UTC+10.
Відстань до районного центру, міста Сусуман, становить 130 км, а до обласного центру — 6300 км. Поблизу селища протікає річка Аркагала.

## Населення
Чисельність населення за роками:
| 2010 | 2013 | 2021 |
| ---- | ---- | ---- |
| 12   | 3    | 0    |

За даними перепису населення 2010 року на території селища проживало 12 осіб. Частка чоловіків у населенні складала 83,3% або 10 осіб, жінок — 16,7% або 2 особи. Станом на 2021 рік в селищі ніхто не проживає.